# Mesochorus ornatus
Mesochorus ornatus là một loài tò vò trong họ Ichneumonidae.